# Salgó László (történész)
Salgó László (Barcs, 1921. január 10. – Budapest, 1993. április 10.) újságíró, történész.

## Élete és munkássága
Salgó József kereskedő és Klein Erzsébet fiaként született zsidó családban. Budapesten érettségizett 1939-ben, utána vasesztergályos szakmát tanult. 1939-től a pécsi Sopianae Gépgyár, majd a csepeli Weiss Manfréd Acél- és Fémművek vasesztergályos gyári munkása volt. 1941-ban az illegális KMP tagja lett.
A második világháború után a MADISZ politikai munkatársa, kerületi propagandistája lett (1945–1947). 1949–1951 között pártfőiskolát, filozófiai szakosító tanfolyamot végzett, majd az alapfokú pártiskola oktatója lett. 1953 és 1958 között az MDP, illetve az MSZMP KB Pártfőiskola egyetemes történelem tanszékének oktatója, 1958-tól docense volt. 1960-ban a történelemtudományok kandidátusa, 1973-ban doktora lett.
1957 és 1966 között a Magyar Rádió (MR) Külpolitikai Osztályának vezetője, majd párizsi tudósítója volt 1971-ig. Párizsból hazatérve a Magyar Rádió főmunkatársa volt, majd az ELTE BTK Új- és Legújabbkori Egyetemes Történeti Tanszék egyetemi tanára lett (1977–1991). 1977-től tagja volt a Béke Világtanácsnak.

## Történészi kutatási területei
Elsősorban az egykori gyarmati országok 20. századi, főleg 1945 utáni történetével, a gyarmati rendszer felbomlásával, a modern neokolonializmus kialakulásával foglalkozott. Tudományos pályafutása kezdetén elsősorban a 20. századi Kína történetét, a kínai forradalom jellegét vizsgálta, majd Irak és Kuba történelmét elemezte. 
Érdeklődése párizsi tartózkodása alatt a francia neokolonialista Afrika-politika felé fordult.  alapvetően új eredményeket ért el a francia nagyhatalmi érdekek feltárása terén.

## Publikációi
Széleskörű tudományos publikációs tevékenységet folytatott, tanulmányainak tucatjai elsősorban folyóiratokban (Társadalmi Szemle, Párttörténeti Közlemények, Nemzetközi Szemle, Rádió és Televízió Szemle, Elméleti és Módszertani Közlemények és sok más) jelentek meg. Emellett jelentős publicisztikai munkásságot végzett, számos népszerű riportkönyvet és útirajzot is írt, szerkesztett.

## Tudományos pozíciói
Alapító tagja volt az MTA Afrikanisztikai Munkabizottságának, tagja az MTA Történettudományi Bizottságának. Tagja volt továbbá a Nemzetközi Szemle és a Világtörténet című folyóiratok szerkesztőbizottságának.

## Díjai, elismerései
- Szocialista Munkáért Érdemérem (1953)
- Magyar Szabadság érdemrend (1957)
- Munka Érdemrend (1961)
- Munkásőr Szolgálati Érdemérem (1962).
- Rózsa Ferenc-díj (1967)

## Műveiből
- Az agresszió és a béke erőinek harca a Távol-Keleten; Szikra, Budapest, 1955 (Az MDP Pártfőiskolájának előadásai)
- Hajnal az Ezeregyéjszaka országában. Iraki Köztársaság (Mi van a nagyvilágban? Az Országos Béketanács külpolitikai füzetei. Budapest, 1959)
- Kína közelről. Riportok (Budapest, 1959)
- A Kínai Kommunista Párt rövid története (Párttörténeti Közlemények, 1960)
- Negyven éves a Kínai Kommunista Párt (Társadalmi Szemle, 1961)
- A kubai válság és előzményei. – A Moncada ostromától a szocialista forradalomig. Castro válogatott beszédei (Társadalmi Szemle, 1962)
- Ostromlott sziget. Kubai útijegyzetek. A felvételeket Papp Jenő és S. L. készítette (Budapest, 1963)
- Az amerikai neokolonializmus formaváltozásairól (Társadalmi Szemle, 1965)
- A gyarmatosítás története Ázsiában, Afrikában és Latin-Amerikában. 1789–1918. Egyetemi jegyzet (Budapest, 1965; 3. kiad. 1968; 6. kiad. 1975)
- A francia tájékoztatás hagyományos fegyverzete és atom-ütőereje (Rádió és Televízió Szemle, 1970)
- De Gaulle diplomáciája (Budapest, 1972)
- Franciaország és az arab világ (Elméleti és Módszertani Közlemények, 1972)
- A francia gyarmatpolitika a birodalmi koncepcióig, a kettős dekolonizációig. 1830–1962. Doktori értekezés (Budapest, 1972)
- Du role des facteurs economiques et politiques de la politique coloniale française dans la période d’apres 1871 (Studia Historica, 1975)
- A gyarmatosítás és a nemzeti felszabadító mozgalmak története Ázsiában és Afrikában. 1939–1956. Egyetemi jegyzet (Budapest, 1976)
- Gyarmatpolitika Napóleontól De Gaulle-ig. Monográfia (Budapest, 1977)
- A gyarmati rendszer története. 1870–1955. Monográfia. Balogh Andrással (Budapest, 1980)
- A kolonializmus kettős küldetése (MTA Filozófiai és Történettudományi Osztálya Közleményei, 1981)
- „Viszontlátásra tábornokom!” A Dien Bien Phu-i csata (Népszerű történelem. Budapest, 1983)
- Ho Si Minh. Életrajzi monográfia. 16 táblával (Életek és korok. Budapest, 1984)
- A szuezi háromszög, 1956. Szuez–Algír–Budapest. Monográfia (Budapest, 1986)
- A gyarmatosítás és a felszabadító mozgalmak 1870–1918 között. Egységes jegyz (Budapest, 1987; 2. kiad. 1988; 3. kiad. 1989; 4. kiad. 1990)
- A gyarmati rendszer története. 1956-1975; MSZMP Politikai Főiskola, Budapest, 1989
- De Gaulle tábornok Európa-(tér)képe. Az Atlanti-óceántól az Urálig. – Egy fejezet a francia szocialisták történetéből (Társadalmi Szemle, 1990)
- A gyarmati rendszer története. 1939-1955. Bölcsészettudományi karok. Egységes jegyzet; jav. kiad.; Tankönyvkiadó, Budapest, 1991
- A gyarmatosítás és a nemzeti felszabadító mozgalmak 1870-1918 között. Egységes jegyzet; 4. jav. kiad.; Tankönyvkiadó, Budapest, 1992
- Az új típusú biztonság. A magyar és egyes európai rendőrségek összehasonlításának alapkérdései; Közgazdasági és Jogi, Budapest, 1994

### Kritikák írásairól
- Komját Irén: Salgó László: De Gaulle diplomáciája. (Társadalmi Szemle, 1972)
- Marton Imre: Salgó László: Gyarmatpolitika Napóleontól De Gaulle-ig. (Társadalmi Szemle, 1977)
- Ormos Mária: Salgó László: Gyarmatpolitika Napóleontól De Gaulle-ig. (Századok, 1977)
- Babirák Ilona: Balogh András–Salgó László: A gyarmati rendszer története. 1870–1955. (Társadalmi Szemle, 1981)
- Nyusztay László: Balogh András–Salgó László: A gyarmati rendszer története. 1870–1955. (Pedagógiai Szemle, 1981)
- Speidl Zoltán: Történelemtanároknak Salgó László új könyvéről. (Pedagógiai Műhely, 1981)
- Egedy Gergely: Salgó László: Ho Si Minh. (Századok, 1987)
- Kende István: Salgó László: A szuezi háromszög, 1956. Szuez–Algír–Budapest. (Társadalmi Szemle, 1987)